# Шиверекия подольская
Шивере́кия подо́льская, или Шиверекия го́рная, или Шиверекия изме́нчивая, или Шиверекия ико́тниковая, или Шиверекия се́верная (лат. Schiveréckia podólica) — многолетнее травянистое растение; вид рода Шиверекия (Schivereckia) семейства Капустные (Brassicaceae).

## Ботаническое описание
Многолетнее травянистое растение, полукустарничек с неглубокой стержнекорневой системой. Все части растения серо-бархатистые от опушения, волоски звёздчатые.
Стебли 10—30 см высотой, прямостоячие, ветвистые, сильноразветвлённые в нижней части. Прикорневые листья собраны розетками, продолговато-обратнояйцевидные. Стеблевые листья зубчатые, у основания стеблеобъемлющие. Однолетние цветоносные побеги простые или слабоветвистые. Листья яйцевидные, продолговато-овальные или ланцетные, мелкие, сидячие, цельнокрайние или зубчатые.
Цветки мелкие, белые (иногда розоватые) с отклонёнными чашелистиками, в кистях, удлиняющихся при плодах. Чашелистики 2,5 мм длиной, лепестки цельные, широко-обратнояйцевидные, на верхушке немного выемчатые, к основанию суженные в короткий ноготок, 4—5 мм длиной, нити длинных тычинок ширококрылатые с зубчиком. По обе стороны коротких тычинок по одной маленькой треугольной медовой желёзке, медианных желёзок нет. Завязь сидячая, столбик удлинённый, остающийся при плодах, рыльце тупое, коротко-двулопастное, створки плода плоские, без жилок, 3-4 мм длины. Цвётет в апреле — мае.
Гнёзда 4-8-10-семянные. Семена расположены в два ряда, слабо сплюснутые, без крыла. Стручочки эллипсоидальные или почти шаровидные, 4—8 мм длиной, вскрывающиеся, многосемянные, с длинным столбиком и небольшим головчатым рыльцем. Створки стручочков выпуклые, без жилок. Размножение семенное, семена овальные или шаровидные.

## Распространение и местообитание
Европейский вид. Произрастает в Центральной и Восточной Европе, Румынии, на Украине (бассейн Днепра), в Республике Молдове, на Балканах и на территории европейской России — от бассейна Дона до Заволжья. В средней полосе Европейской России известен из областей Центрального Черноземья (за исключением Тамбовской области)
Лимитирующие факторы — узкая экологическая амплитуда, добыча мела, скотопрогон.

## Синонимика
По данным The Plant List на 2010 год, в синонимику вида входят:
- Alyssum besseri Steven ex DC.
- Alyssum podolicum Besser
- Draba schivereckia Janka
- Draba uralensis Willd. ex DC.
- Moenchia podolica (Besser) Besser
- Schivereckia berteroides Fisch. ex M.I.Alex.
- Schivereckia kusnezovii M.I.Alex.
- Schivereckia monticola M.I.Alex.
- Schivereckia monticola subsp. mutabilis M.I.Alex.
- Schivereckia monticola subsp. stenocarpa M.I.Alex.
- Schivereckia mutabilis (M.I.Alex.) M.I.Alex.

## Охранный статус
Входит в Красный список угрожаемых видов, статус: Least Concern, ver. 3.1 (по данным IUCN Red List of Threatened Species версии 2013.1).

### В России
В России вид входит в Красные книги Белгородской, Волгоградской, Воронежской, Кировской, Курской, Липецкой, Оренбургской, Самарской и Ульяновской областей, а также республик Коми и Татарстан. Ранее входил в Красные книги Республики Башкортостан и Свердловской области. Растёт на территории нескольких особо охраняемых природных территорий России.

### На Украине
Входит в Красную книгу Украины.